# شذى ناصر
شذى محامية وناشطة يمنية من مواليد عدن، تلقت دراستها في مدارس عدن، ثم واصلت الدراسة الجامعية في براغ حيث تخرجت من جامعة تشارلز كارلوفا ـ ليسانس في القانون (تشيكوسلوفاكيا) براغ 1989، ثم حصلت على دبلوم لمدة سنة بعد الليسانس من الجامعة نفسها. ومن رصيدها المهني العمل مديرة لإدارة الصياغة «الشؤون القانونية» بجامعة صنعاء 90 ـ 1996،. وشاركت في الانتخابات البرلمانية (مجلس النواب) في أبريل 1997 كأمين عام مساعد للشؤون الفنية بلجنة الرقابة على الانتخابات. شاركت في تأسيس مكتب الرائدات للمحاماة في العاصمة اليمنية صنعاء والذي لم يسبق فية ان عملت المرأة لمحامية. من اشهز المعارضين لزواج القاصرين والدفاع عنهم.

## جوائز
رشحت كواحدة من 10 سيدات حصلن على لقب امرأة العالم 2008 بعد دفاعها عن قضية زواج الطفلة القاصر نجود علي. كما فازت بالجائزة الدولية التي تمنح سنويا من قبل التلفزيون الأكاديمي الهندي للناشطات والمتفوقات في مختلف المجالات العلمية والإنسانية والثقافية وغيرها.